# Затока (Харьковская область)
Затока (укр. Затока; до 2024 года — Першотравневое) — село, Борщовский сельский совет, Печенежский район, Харьковская область.
Код КОАТУУ — 6324681005. Население по переписи 2021 годасоставляло 6 (4/2 м/ж) человек.

## Географическое положение
Село Першотравневое находится на левом берегу реки Хотомля в месте впадения её в Печенежское водохранилище,: выше по течению на расстоянии в 4,5 км расположено село Гарашковка.

## Происхождение названия
Село названо в честь праздника весны и труда «Первомай» (Первое мая); в СССР он назывался Международный день солидарности трудящихся.
На территории Украиской ССР имелись 50 населённых населённых пунктов с названием Першотравневое и 27 — с названием Первомайское, из которых до тридцати находились в 1930-х годах в тогдашней Харьковской области.

## История
- 1806 — основано село Кулако́вка.
- 1929 — переименовано в село Комсомо́льское в честь ВЛКСМ.
- 1958 — переименовано в село Первома́йское (укр. Першотра́вневое) в честь праздника 1 мая. Всего в большой Харьковской области, в которую в 1930-х годах входили нынешняя Сумская и Полтавская, Первомайских/Першотравневых было до тридцати.[3]
- Когда Печенежского района не существовало (он периодически бывал упразднён), село входило в Волчанский район Харьковской области.